# جيمس بي. بويل
جيمس بي. بويل هو سياسي أمريكي، ولد في 15 سبتمبر 1885، وتوفي في 24 سبتمبر 1939. انتخب عضو مجلس نواب إلينوي ‏.